# Temco D-16
Die Temco D-16 ist ein US-amerikanisches Kleinflugzeug aus den 1950er Jahren. Es handelt sich um die zweimotorige Version der Ryan Navion und wird daher auch Twin Navion genannt, wobei der Name auch oft für die spätere Camair 480 verwendet wird, die ebenfalls eine zweimotorige Version der Ryan Navion ist.

## Geschichte
1951 suchte Charles Daubenberger, Besitzer der Dauby Equipment Company, nach einem günstigen Ersatz für die Ryan Navion seines Unternehmens. Das neue Flugzeug sollte eine höhere Zuverlässigkeit für Flüge über hohe Bergregionen bieten. Daubenberger beauftragte Roger Keeney von der Acme Aircraft Company mit der Entwicklung. Aus diesem Auftrag entstand eine zweimotorige Version der Navion.

## Entwicklung und Konstruktion
Jack Riley Sr. baute mit einem Team aus vier Mitarbeitern das erste Modell. Durch die Unterstützung von Lycoming wurde der Vierzylindermotor Lycoming O-290 mit 125 PS (92 kW) als Triebwerk ausgewählt. Konstruktionsänderungen gegenüber der Navion bestehen neben der Verwendung verschiedener Komponenten der Piper PA-18 aus verstärkten Flügelspanten, um die Motoren tragen zu können. Des Weiteren wurden neue Triebwerksgondeln, eine aerodynamische Nase, die Motor und Cowling ersetzt und ein neues Leitwerk, das auf dem Leitwerk der Navion basiert entwickelt. Während der Testphase im Jahr 1952 wurde das Flugzeug ursprünglich X-16 Bi-Navion bezeichnet. Am 10. November 1952 erhielt die Maschine die Musterzulassung durch die Civil Aeronautics Administration und wurde danach in D-16 Twin Navion umbenannt.
Jack Riley kaufte die Rechte an der Konstruktion von Dauby und ließ ein zweites Exemplar bauen, für das er Motoren mit mindestens 140 PS (103 kW) forderte. Danach startete Riley Aircraft mit einigen Verbesserungen und Lycoming-O-320-Motoren mit 150 PS (110 kW) die Produktion der Riley D-16 Twin Navion. Nach 19 gebauten Exemplaren vergab Riley die Produktion an Temco Aircraft als Subunternehmer. Temco erwarb schließlich die exklusiven Produktionsrechte und baute weitere 46 Exemplare unter der Bezeichnung Temco D-16. Im September 1954 wurde die Konstruktion mit O-340-Motoren von Lycoming und Zusatztanks an den Tragflächenenden überarbeitet. Die offizielle Bezeichnung lautete Temco D-16A, die Maschine wurde jedoch nach ihrem Modelljahr hauptsächlich unter dem Namen Riley 55 vermarktet.

## Nutzung
Nach 45 gebauten D-16A wurde die Produktion 1957 in Anbetracht günstigerer Konkurrenz wie der Piper PA-23 Apache eingestellt. Viele der D-16 wurden auf D-16A umgebaut. 2012 waren noch 52 D-16 und D-16A in den USA registriert und mindestens drei Exemplare befinden sich in Museen.

## Zwischenfälle
- Am 25. Juni 1971 startete die D-16 mit dem Kennzeichen N91685 in Lake Tahoe in Kalifornien. Nach dem Start ging der 42-jährige Pilot mit zu geringer Geschwindigkeit in eine Steilkurve. Aufgrund eines Strömungsabrisses stürzte die Maschine ab und wurde vollständig zerstört. Der Pilot und ein Passagier wurden bei dem Unfall getötet.[6]
- Am 24. Oktober 1971 flog die D-16A mit dem Kennzeichen N709T bei Dragoon in Arizona aufgrund widriger Wetterbedingungen gegen einen Berghang und wurde dabei vollständig zerstört. Der 37-jährige Pilot wurde beim Aufprall getötet.[7]
- Am 24. März 1974 fiel bei der D-16 mit dem Kennzeichen N5232K während eines Schulungsflugs in der Platzrunde des Flugplatzes von Marietta in Georgia ein Triebwerk aus. Im Endanflug streifte die Maschine einige Bäume und stürzte ab. Das Flugzeug wurde zerstört, der 35-jährige Pilot und sein Fluglehrer wurden verletzt.[8]
- Am 12. Juli 1991 stürzte die D-16A mit dem Kennzeichen N88T wegen Treibstoffmangels aufgrund eines nach einer Wartung nicht wieder korrekt montierten Tankwahlhebels bei Eau Claire in Michigan ab. Das Flugzeug wurde schwer beschädigt und der 64-jährige Pilot wurde getötet.[9]

## Technische Daten (D16)
| Kenngröße             | Daten               |
| --------------------- | ------------------- |
| Besatzung             | 1                   |
| Passagiere            | 3                   |
| Länge                 | 27,166 ft (8,3 m)   |
| Spannweite            | 33,333 ft (10 m)    |
| Höhe                  | 9,5 ft (3 m)        |
| Flügelfläche          | 178,3 ft² (16,6 m²) |
| Leermasse             | 2.300 lb (1.043 kg) |
| max. Startmasse       | 3.350 lb (1.520 kg) |
| Reisegeschwindigkeit  | 148 kn (274 km/h)   |
| Höchstgeschwindigkeit | 157 kn (291 km/h)   |
| Dienstgipfelhöhe      | 20.000 ft (6.096 m) |
| Reichweite            | 609 NM (1.128 km)   |
| Triebwerke            | 2 × Lycoming O-320  |